# 科氏碱茅
科氏碱茅（学名：Puccinellia koeieana）为禾本科碱茅属下的一个种。